# Ibagué
Ibagué je město v Kolumbii se zhruba půl milionem obyvatel (498 401 podle sčítání z roku 2005, 564 076 podle odhadu pro rok 2017). Leží v Centrálních Kordillerách v nadmořské výšce 1285 m n. m. a je správní centrem departementu Tolima. V okolí se nachází sopka Nevado del Tolima a národní park Los Nevados. Podle města je pojmenována orchidej Epidendrum ibaguense.
Město založil v roce 1550 španělský conquistador Andrés López de Galarza a nazval je Villa de San Bonifacio de Ibagué del Valle de las Lanzas (Ibagué byl náčelník domorodého kmene Pichaů). V roce 1854 učinil prezident José María Melo Ibagué nakrátko hlavním městem Republiky Nová Granada. Ibagué je centrem obchodu, textilního průmyslu a zpracování kávy. Město je známé díky konzervatoři, která mu dala titul „hlavní město kolumbijské hudby“, sídlí zde rovněž Tolimská univerzita. Každoročně v červnu se koná folklorní festival, město má také významné muzeum výtvarného umění. V nejvyšší kolumbijské fotbalové soutěži působí místní klub Deportes Tolima.